# Henriette d'Angeville
Henriette d'Angeville (Semur-en-Auxois, 10 de março de 1794 — Lausana, 13 de janeiro de 1871) foi uma alpinista francesa, considerada a primeira mulher a atingir o cume do Monte Branco e por esse feito é conhecida como a "Mademoiselle d'Angeville, la fiancée du mont Blanc" (a noiva do Monte Branco)

## Ascensão
Desde há muito desejosa de subir ao Monte Branco, Henriette d'Angeville manda confeccionar roupa especial para atingir o seu fim. Segundo as suas próprias palavras, je suis la fiancée du Maudit!, "sou a namorada do Maldito" (pois o Mont Maudit é uma passagem quase que obrigatória para atingir o Monte Branco).
Acompanhada por seis guias de montanha atinge o cimo a 3 de Setembro de 1838, feito que é devidamente apreciado pelos chamoniards (habitantes de Chamonix) que não consideram Marie Paradis como tendo feito do alpinismo pois foi "tirada, arrastada e levada" até ao cimo.
Henriette d'Angeville ainda fez alpinismo durante 25 anos e terminou com a subida do Oldenhorn em Les Diablerets nso Alpes Berneses.

## Espeleologia
Por volta de 1820, e habitando Ferney-Voltaire, na França, mas às portas de Genebra, começa a interessar-se pela espeleologia chegando mesmo a fundar um museu de mineralogia em Lausana.

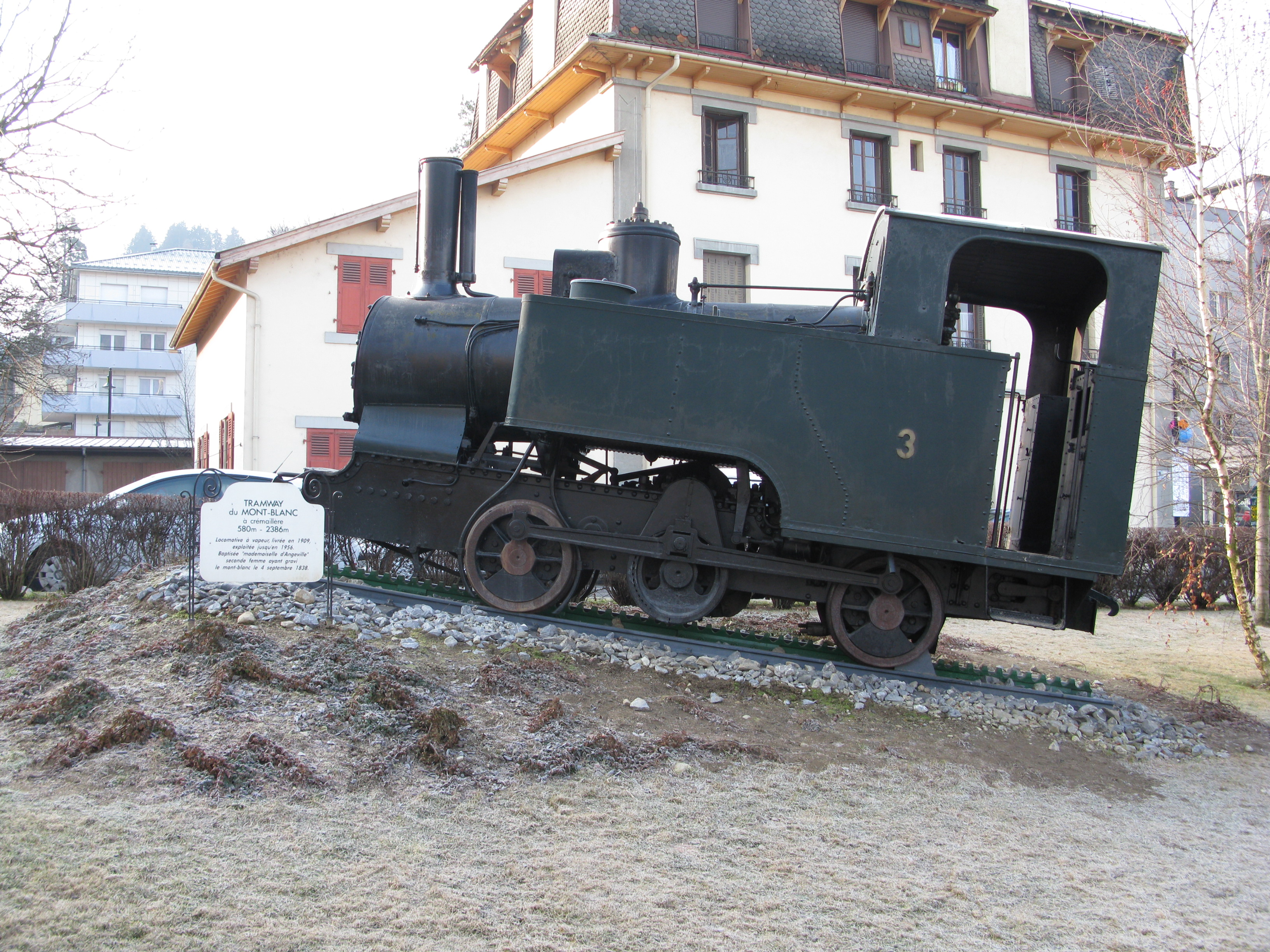
Locomotiva Mademoiselle d'Angeville

## Curiosidades
Talvez a mais terna homenagem seja a "locomotiva Mademoiselle d'Angeville" que funcionou no Trâmuei do Monte-Branco, mas é curioso anotar que Lucy Walker subiu ao Cervin no ano da morte de Henriette.

## Biblliografia
- Spécial Centenaire de la Spéléologie, Spelunca, no 31, juillet-septembre 1988